# Dewoitine D.333
Die Dewoitine D.332 und D.333 waren Vorläufer der Dewoitine D.338.
Sie waren dreimotorige Tiefdecker in Ganzmetallbauweise mit einem starren Fahrgestell.
Der Prototyp D.332 ging schon 1934 durch Absturz verloren.

Die drei Dewoitine D.333-Serienmaschinen wurden ab 1936 auf der Postlinie nach Südamerika eingesetzt. Ende 1937 wurden die beiden verbliebenen Maschinen nach Südamerika überführt und flogen dort bis 1940 für die Air France.

## Baugeschichte

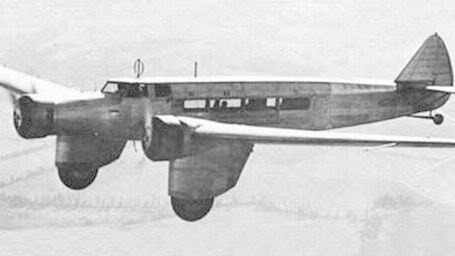
Der Prototyp D.332 Emeraude

Die Dewoitine D.332 war ein dreimotoriger Ganzmetall-Tiefdecker. Sie war der Prototyp für ein Post- und Passagierflugzeug für die Linie nach Französisch-Indochina. In der Führerkabine unmittelbar vor dem Flügel saßen Kapitän und Copilot nebeneinander, hinter ihnen befand sich der Arbeitsplatz des Funkers. Daran schloss sich hinter dem Flügel eine Kabine für acht Passagiere an. Die Vorderbeine des starren Fahrwerks hatten eine hosenartige Verkleidung. Angetrieben wurde die Maschine von drei Hispano-Suiza 9V-Sternmotoren, die Lizenzbauten des amerikanischen Wright-Cyclone-Triebwerks waren.

### Einsätze des Prototyps

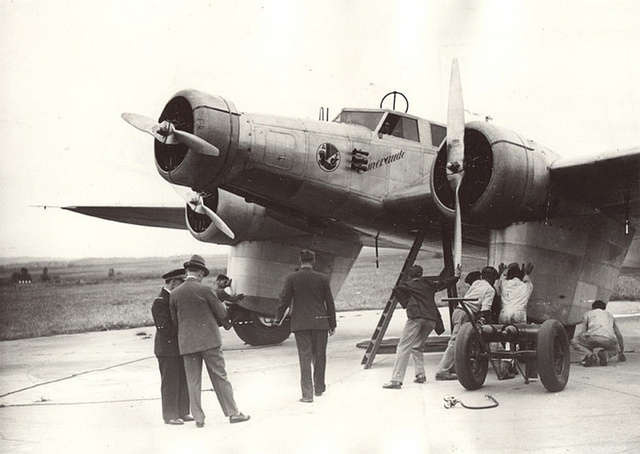
Die Emeraude vor dem Start nach Saigon

Der Prototyp flog erstmals am 11. Juli 1933 mit dem Namen Emeraude (frz.: „Smaragd“) und machte dann Demonstrationsflüge in verschiedene europäische Hauptstädte. Am 7. September 1933 erreichte die Emeraude einen Klassen-Weltrekord, als sie unter Marcel Doret mit Terrasson und Lecarme über Villacoublay mit einer Nutzlast von 2.000 kg über 1000 km eine Geschwindigkeit von 259,56 km/h und über 2000 km 255,25 km/h erreichte; damit brach sie bei dem fast achtstündigen Flug über 2000 km auch die bestehenden Rekorde für Nutzlasten von 1000 kg und 500 kg.
Da der Typ von der Air France nach Indochina eingesetzt werden sollte, startete die Maschine als F-AMMY am 21. Dezember 1933 zu einem Demonstrationsflug nach Saigon, wo sie am 28. Dezember 1933 nach einer Flugzeit von 48,5 Stunden eintraf und die Erwartungen der künftigen Nutzer erfüllte. Auf dem Rückflug flog die Emeraude nur 400 km vor ihrem Ziel Paris-Le Bourget am Abend des 15. Januar 1934 in einem schweren Schneesturm gegen einen Hügel nahe Corbigny (Département Nièvre) und wurde total zerstört. Alle zehn Insassen verbrannten mit der Maschine. Die Emeraude hatte Saigon am 5. Januar 1934 verlassen und war u. a. über Karachi, Bagdad und Marseille nach Lyon geflogen. Ursache des Absturzes war vermutlich eine schwere Vereisung des Flugzeuges.
An Bord befanden sich neben der Besatzung André Launay (Pilot), der schon Postflüge mit den Fokker F.VII von Syrien bis Indochina gemacht hatte, Camille Crampel (Flugingenieur) und Ferdinand Queyrelm (Funknavigator) sowie als Passagiere der Generalgouverneur von Indochina, Pierre M. A. Pasquier (* 1877), die Air-France-Direktoren Maurice Noguès (* 1889) und Maurice Balazuc, der Generaldirektor für Zivilluftfahrt des französischen Luftfahrtministeriums, Emmanuel Chaumié (* 1890) mit seiner Frau Colette und seinem Assistenten Captain Brusseau sowie der Journalist Jean-Jacques Larrieu, der für das Luftfahrtministerium über den Flug berichten sollte.

## Die Dewoitine D.333

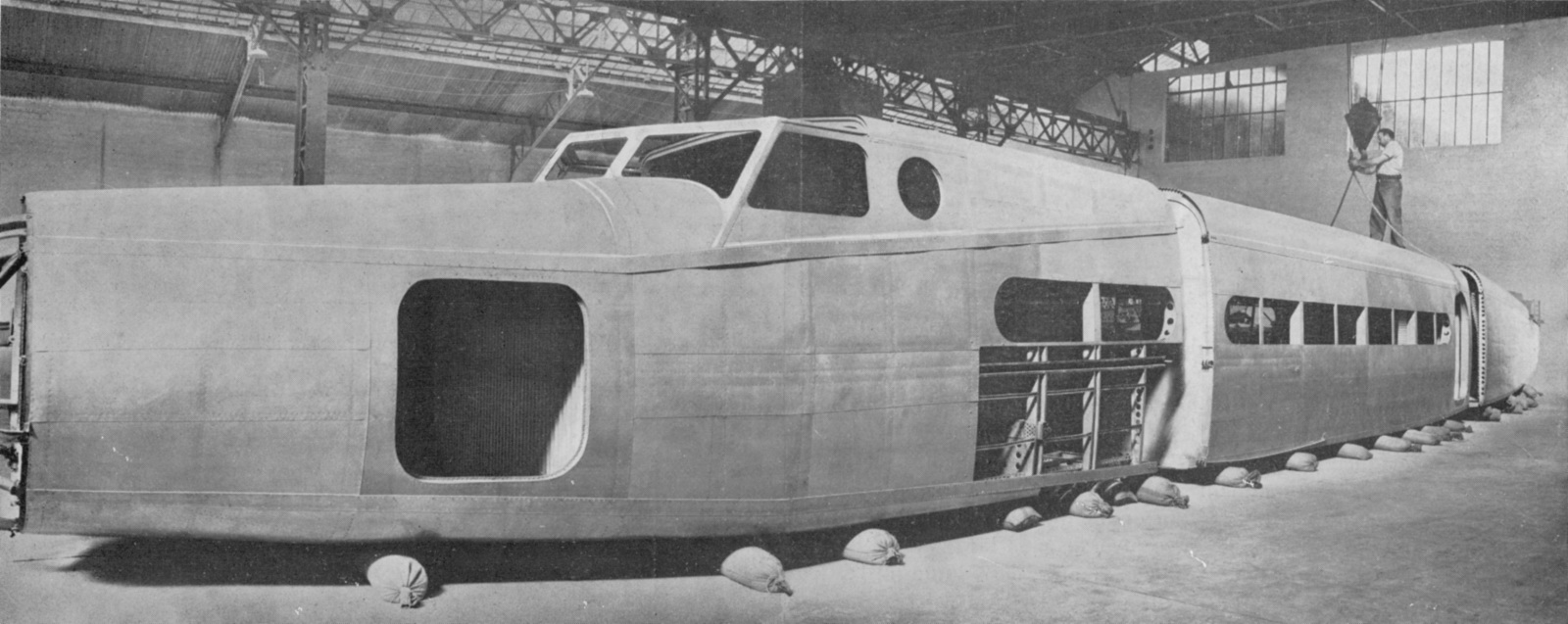
Rumpfteile der Dewoitine D.333 vor dem Zusammenbau

Trotz des für die neu gebildete Fluggesellschaft für etliche Jahre schwersten Unfalls bestellte die Air France drei Maschinen einer erheblich verstärkten Version als Dewoitine D.333. Das verbesserte Modell für zehn Passagiere war über 1,5 t schwerer und flog erstmals am 17. Januar 1935 von Toulouse-Francazal unter dem provisorischen Kennzeichen F-AKHA.

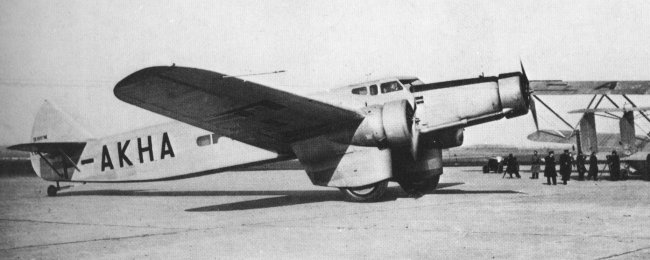
Erste Dewoitine D.333 mit ihrer vorläufigen Kennzeichen

Die erste Maschine wurde am 4. Mai 1935 als F-ANQA mit dem Namen Antarès an die Air France geliefert. Ihr folgten noch im Mai 1935 die F-ANQB Cassiope und im März 1936 F-ANQC Altair. Am 8. Mai 1936 wurde für den Typ die Erlaubnis zum Passagiertransport erteilt und die Maschinen kamen auf der Postlinie von Toulouse über Casablanca nach Dakar zum Einsatz. Der erste Einsatz mit Passagieren zwischen Toulouse und Casablanca erfolgte mit der Antarès im Juli 1936.

Auf einem Flug von Dakar nach Casablanca verschwand die Antarès (F-ANQA) am 25. Oktober 1937 bei schweren Gewittern vor der marokkanischen Küste. Wie für die Opfer des Absturzes der Emeraude 1934 fand auch für die sechs mit der Antarès vermissten Personen (fünf Angehörige der Air France und ein weiterer Passagier) ein Gedenkgottesdienst im Invalidendom in Paris statt

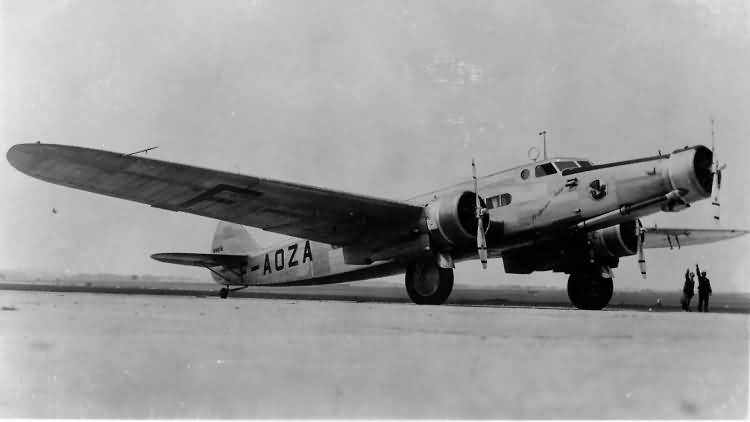
Der Prototyp der verbesserten Dewoitine D.338

Im Dezember 1937 entschied die Air France, die beiden verbliebenen Maschinen nach Südamerika zu versetzen und auf der Linie von Frankreich nach Dakar durch die verbesserte Dewoitine D.338 mit 15 Passagierplätzen zu ersetzen. Am 13. Dezember 1937 wurde die F-ANQB Cassiopée unter Léon Antoine als erste Dewoitine D.333 mit einem Passagier auf dem Luftweg von Dakar nach Südamerika überführt. Die F-ANQC Altair folgte im März 1938.
Ab März 1939 ersetzten die neuen Dewoitine D.338 F-AQBR (Wn°18, Ville de Pau) und F-AQBT (Wn°20, Ville de Chatres) die Cassiopée und Altaïr auf der Linie von Natal nach Buenos Aires. Die beiden älteren D.333 wurden in der argentinischen Hauptstadt stationiert und auf dem Weg zu den Anden, die allerdings mit zweimotorigen Potez 62 (seit 1936) und dann Douglas DC 3 (F-ARQJ, 1939) überflogen wurden, und in Argentinien eingesetzt.
Bis zur französischen Kapitulation im Juni 1940 blieben die beiden Dewoitine D.333 auf dem südamerikanischen Teil der Postlinie im Einsatz und befanden sich zum Zeitpunkt der französischen Kapitulation im weiterhin neutralen Argentinien.

## In argentinischen Diensten
Die in Buenos Aires stillgelegten Maschinen vom Typ Dewoitine D.333 wurden 1942 an die argentinische Luftwaffe verkauft, die sie als T-172 (ex-F-ANQB Cassiopée) und T-173 (ex F-ANQC Altaïr) in der 2. Transportstaffel aus El Palomar bei Buenos Aires bis zum Juli 1946 bzw. 1947 einsetzte. 1943 kaufte Argentinien auch die beiden Dewoitine D.338 der Air France in Südamerika, die als T-170 und T-171 in derselben Staffel bis 1947 eingesetzt wurden. Käufer der vier Maschinen war die Dirección General de Aeronáutica Civil (DGAC), die die Maschinen jedoch nach Erwerb an die argentinische Luftwaffe abgab, wo sie 1947 endgültig außer Dienst gestellt wurden.

## Technische Daten
| Kenngröße             | Dewoitine D.332  | D.333      | Bloch MB-300      | D.338     | D.620       | D.342      |
| --------------------- | ---------------- | ---------- | ----------------- | --------- | ----------- | ---------- |
| Erstflug              | 11.07.1933       | 17.01.1935 | 11.1935           | 9.08.1935 | 22.10.1936  | 23.11.1938 |
| gebaut                | 1                | 3          | 1                 | 31        | 1           | 1          |
| Besatzung             | 3                | 3          | 3                 | 3         | 3           | 3          |
| Passagiere            | 8                | 10         | 24                | 12 bis 22 | 30          | 24         |
| Länge                 | 18,95 m          | 19,20 m    | 25,31 m           | 22,13 m   | 23,59 m     | 22,13 m    |
| Spannweite            | 29,00 m          | 28,79 m    | 28,89 m           | 29,38 m   | 29,36 m     | 26,95 m    |
| Höhe                  | 5,350 m          | 5,84 m     | 6,25 m            | 5,27 m    | 5,72 m      | 5,57 m     |
| Flügelfläche          | 96 m²            |            |                   | 99 m²     |             | 82 m²      |
| Flügelstreckung       | 8,76             |            |                   | 8,72      |             | 8,86       |
| Leermasse             | 5.010 kg         | 6.775 kg   | 8.875 kg          | 7.905 kg  | 6.900 kg    |            |
| Startmasse            | 9.340 kg         | 11.000 kg  | 13.075 kg         | 11.150 kg | 12.760 kg   | 15.500 kg  |
| Reisegeschwindigkeit  | 250 km/h         | 260 km/h   | 285 km/h          | 260 km/h  | 300 km/h    |            |
| Höchstgeschwindigkeit | 300 km/h         | 300 km/h   | 330 km/h          | 310 km/h  | 350 km/h    | 390 km/h   |
| Dienstgipfelhöhe      | 6500 m           | 6500 m     | 8000 m            | 4900 m    | 7700 m      |            |
| Reichweite            | 2000 km          | 2025 km    | 1400 km           | 2060 km   | 2100 km     | 1000 km    |
| drei Triebwerke       | Hispano-Suiza 9V | HS 9V-10   | Gnome & Rhone 14K | HS 9V-17  | G&R 14 Kdrs | G&R 14 N   |
| Leistung 3 ×          | 575 PS           | 575 PS     | 915 PS            | 650 PS    | 740 PS      | 960 PS     |